# 거베라

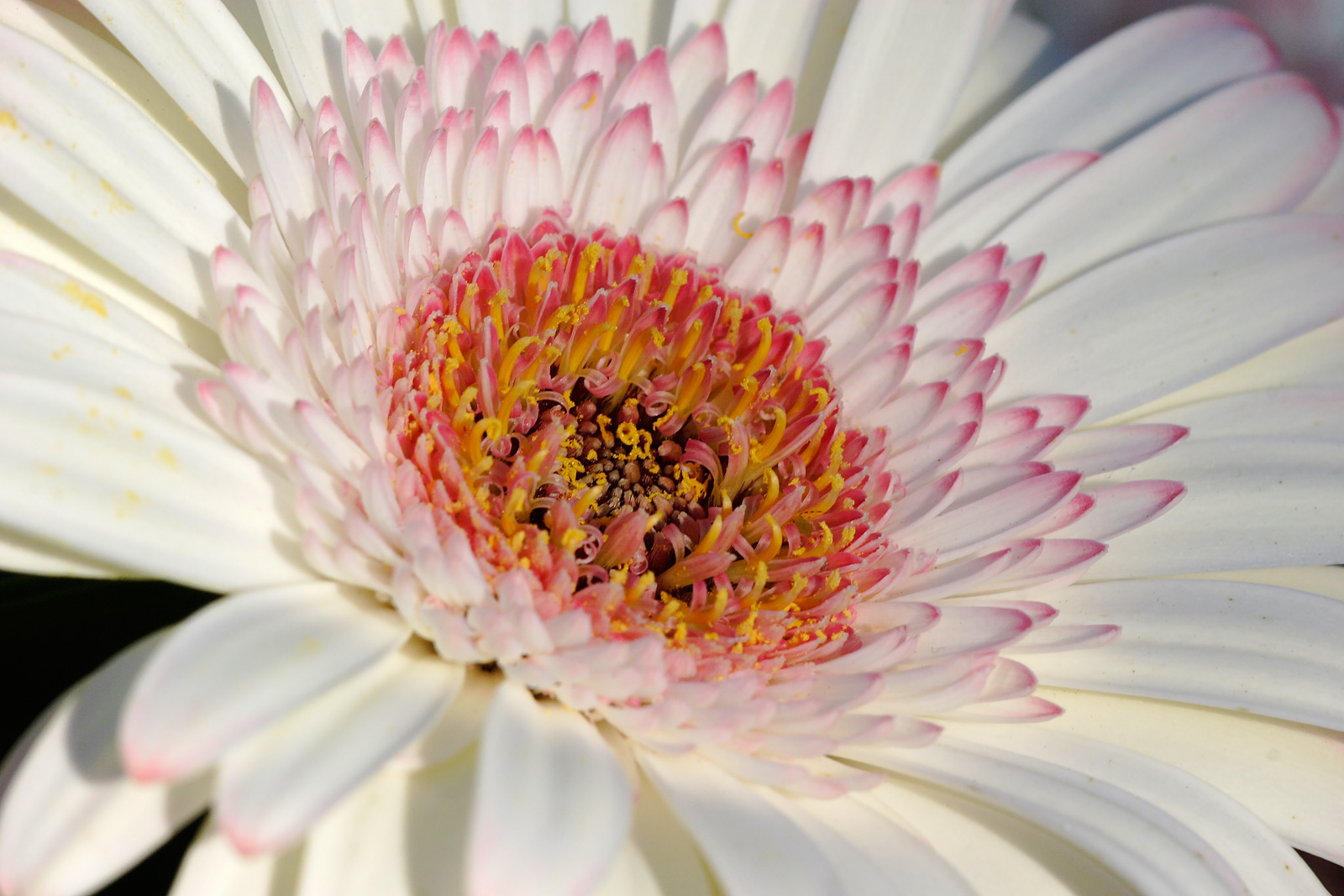

거베라(Gerbera)는 국화과에 속하는 식물의 속이다. 남아프리카가 원산지인 여러해살이 화초이다. 더위와 추위에 모두 강하고 꽃의 색깔이 풍부하다. 거베라를 씨로 번식시킬 때는 4월에 부엽토와 모래를 섞은 흙에 씨를 얇게 뿌리고 흙도 얇게 덮는다. 씨는 4-5일이면 싹이 나오는데, 본잎이 1-2장 나왔을 때 작은 분에 옮겨 심는다. 5-6월에 뿌리를 많이 내리면 화단에 30cm 간격으로 심어서 가꾼다.
포기나누기를 할 때는 포기를 캐어 뿌리의 흙을 턴 다음 잎과 뿌리의 끝을 잘라 내고 한 포기씩 나누어 화분에 심는다. 잎은 여러 장이 뿌리에서 비스듬히 돌려나오며, 줄기와 마찬가지로 잔털이 많이 나 있다. 꽃은 잎 중심부에서 길게 올라온 꽃대 끝에 두상꽃차례로 한 송이씩 피며, 노란색·흰색·오렌지·분홍색 등을 띤다.
거베라는 특히 꽃이 오래 피어 있으므로 화단은 물론 화분가꾸기·꽃꽂이 등에 많이 이용되고 있다. 꽃의 지름은 6-12cm 정도이며 잘 자라는 온도는 10-25℃ 이상이면 언제든지 꽃이 핀다.
꽃말은 신비이다.

## 종
종은 다음과 같다.
- Gerbera ambigua
- Gerbera aurantiaca : Hilton daisy
- Gerbera bojeri
- Gerbera bonatiana
- Gerbera connata
- Gerbera cordata
- Gerbera crocea
- Gerbera curvisquama
- Gerbera delavayi
- Gerbera diversifolia
- Gerbera elliptica
- Gerbera emirnensis
- Gerbera galpinii
- Gerbera gossypina
- Gerbera hypochaeridoides
- Gerbera jamesonii : Barberton daisy, gerbera daisy, Transvaal daisy
- Gerbera kunzeana
- Gerbera latiligulata
- Gerbera leandrii
- Gerbera leiocarpa
- Gerbera leucothrix
- Gerbera lijiangensis
- Gerbera linnaei
- Gerbera macrocephala
- Gerbera maxima
- Gerbera nepalensis
- Gerbera nivea
- Gerbera parva
- Gerbera perrieri
- Gerbera petasitifolia
- Gerbera piloselloides
- Gerbera pterodonta
- Gerbera raphanifolia
- Gerbera ruficoma
- Gerbera saxatilis
- Gerbera serotina
- Gerbera serrata
- Gerbera tomentosa
- Gerbera viridifolia
- Gerbera wrightii